# 雪人波利
雪人波利（法文：Bouli）是一部由法国制作的具有童趣风格的动画连续短剧。

## 剧情简介
月亮带来了神奇的雪人波利和他的朋友们。
所有的雪人生活在一个风景如画的村庄，它隐藏在树林中。波利的人生是微笑，要善待他人，帮助他们，让他们参与各种活动和冒险。其中包括海上航行、滑雪、滑冰、烹饪、玩音乐，等等。
波利以及所有他的朋友是可爱的，容易识别的雪人：水手、足球球员、网球球员、交易员、库克以及波利的两位最亲密的朋友：他爱的人-波利女孩以及一个睡觉、打鼾和吃蛋糕的大熊。

## 播放
TV动画片最初于1989年至1990年在法国播放。